# Коттонвуд-Гайтс (Юта)
Коттонвуд-Гайтс (англ. Cottonwood Heights) — місто (англ. city) в США, в окрузі Солт-Лейк штату Юта. Населення — 33 617 осіб (2020).

## Географія
Коттонвуд-Гайтс розташований за координатами 40°36′55″ пн. ш. 111°48′55″ зх. д. / 40.61528° пн. ш. 111.81528° зх. д. (40.615295, -111.815178).  За даними Бюро перепису населення США в 2010 році місто мало площу 22,87 км², уся площа — суходіл.

## Демографія
Згідно з переписом 2010 року, у місті мешкали 33 433 особи в 12 459 домогосподарствах у складі 8902 родин. Густота населення становила 1462 особи/км².  Було 13194 помешкання (577/км²).
Расовий склад населення:
| - 91,3 % — білих - 3,2 % — азіатів - 0,9 % — чорних або афроамериканців - 0,4 % — корінних американців - 0,3 % — вихідців з тихоокеанських островів - 1,4 % — осіб інших рас |

До двох чи більше рас належало 2,5 %. Частка іспаномовних становила 5,1 % від усіх жителів.
За віковим діапазоном населення розподілялося таким чином: 23,0 % — особи молодші 18 років, 63,6 % — особи у віці 18—64 років, 13,4 % — особи у віці 65 років та старші. Медіана віку мешканця становила 36,9 року. На 100 осіб жіночої статі у місті припадало 99,4 чоловіків;  на 100 жінок у віці від 18 років та старших — 97,2 чоловіків також старших 18 років.
Середній дохід на одне домашнє господарство  становив 109 358 доларів США (медіана — 79 823), а середній дохід на одну сім'ю — 123 469 доларів (медіана — 85 544). Медіана доходів становила 59 820 доларів для чоловіків та 41 152 долари для жінок. За межею бідності перебувало 4,3 % осіб, у тому числі 5,2 % дітей у віці до 18 років та 3,7 % осіб у віці 65 років та старших.
Цивільне працевлаштоване населення становило 18 440 осіб. Основні галузі зайнятості: освіта, охорона здоров'я та соціальна допомога — 24,3 %, науковці, спеціалісти, менеджери — 13,2 %, роздрібна торгівля — 11,2 %, фінанси, страхування та нерухомість — 10,4 %.